# Cotula
Cotula és un gènere de plantes angiospermes de la família de les asteràcies (Asteraceae). Són plantes natives de l'Àfrica, el Sinaí i algunes zones d'Orient Pròxim, Del subcontinent indi fins al sud de la Xina i Indoxina, algunes illes de la Sonda, Austràlia i Nova Zelanda.

## Taxonomia
Aquest gènere va ser publicat per primer cop l'any 1753 al segon volum de l'obra Species Plantarum del botànic suec Carl von Linné (1707-1778).

### Espècies
Dins del gènere Cotula es reconeixen les 55 espècies següents:
- Cotula abyssinica Sch.Bip. ex A.Rich.
- Cotula alpina (Hook.f.) Hook.f.
- Cotula andreae (E.Phillips) K.Bremer & Humphries
- Cotula anthemoides L.
- Cotula australis Hook.f.
- Cotula barbata DC.
- Cotula bipinnata Thunb.
- Cotula bracteolata E.Mey. ex DC.
- Cotula calcicola Jakoet, Mucina & Magee
- Cotula ceniifolia DC.
- Cotula coronopifolia L.
- Cotula cotuloides (Steetz) Druce
- Cotula cryptocephala Sch.Bip. ex A.Rich.
- Cotula dielsii Muschl.
- Cotula discolor (DC.) J.C.Manning & Mucina
- Cotula duckittiae (L.Bolus) K.Bremer & Humphries
- Cotula eckloniana (DC.) Levyns
- Cotula filifolia Thunb.
- Cotula goughensis Rud.Brown
- Cotula hemisphaerica (Roxb.) Wall. ex C.B.Clarke
- Cotula heterocarpa DC.
- Cotula hispida (DC.) Harv.
- Cotula kotschyi Benth. & Hook.f.
- Cotula laxa DC.
- Cotula leptalea DC.
- Cotula lineariloba (DC.) Hilliard
- Cotula loganii Hutch.
- Cotula macroglossa Bolus ex Schltr.
- Cotula melaleuca Bolus ex Schltr.
- Cotula membranifolia Hilliard
- Cotula microglossa (DC.) O.Hoffm. & Kuntze
- Cotula montana Compton
- Cotula moseleyi Hemsl.
- Cotula myriophylloides Hook.
- Cotula nigellifolia (DC.) K.Bremer & Humphries
- Cotula nudicaulis Thunb.
- Cotula paludosa Hilliard
- Cotula paradoxa Schinz
- Cotula pedicellata Compton
- Cotula pedunculata (Schltr.) E.Phillips
- Cotula perennans Jakoet, Mucina & Magee
- Cotula pruinosa (DC.) Jakoet & Magee
- Cotula pterocarpa DC.
- Cotula pusilla Thunb.
- Cotula rosea (Less.) Bojer ex B.D.Jacks.
- Cotula sericea L.f.
- Cotula socialis Hilliard
- Cotula sororia DC.
- Cotula tenella E.Mey. ex DC.
- Cotula thunbergii Harv.
- Cotula tuberculata Jakoet & Magee
- Cotula turbinata L.
- Cotula villosa DC.
- Cotula vulgaris Levyns
- Cotula zeyheri Fenzl ex Harv.

### Sinònims
Els següents noms científics són sinònims heterotípics de Cotula:
- Cenia Comm. ex Juss.
- Ctenosperma Hook.f.
- Gymnogyne Steetz
- Lancisia Fabr.
- Lancisia Lam.
- Leptogyne Less.
- Machlis DC.
- Otochlamys DC.
- Pleiogyne K.Koch
- Sphaeroclinium Sch.Bip.
- Strongylosperma Less.